# Mihla
Mihla är en ortsteil i staden Amt Creuzburg i Wartburgkreis i förbundslandet Thüringen i Tyskland. Mihla var en kommun fram till den 31 december 2019 när den uppgick i Amt Creuzburg. Kommunen Mihla hade 2 133 invånare 2019.